# Tepelenë
Tepelenë (Tepelena), è un comune albanese situato nella prefettura di Argirocastro. Si trova a 48 km a SE di Valona, sul fiume Voiussa (Vjosë in albanese).
In seguito alla riforma amministrativa del 2015, a Tepelenë sono stati accorpati i comuni di Kurvelesh, Lopës e Qendër Tepelenë, portando la popolazione complessiva a 8 949 abitanti (dato del censimento 2011).

## Storia

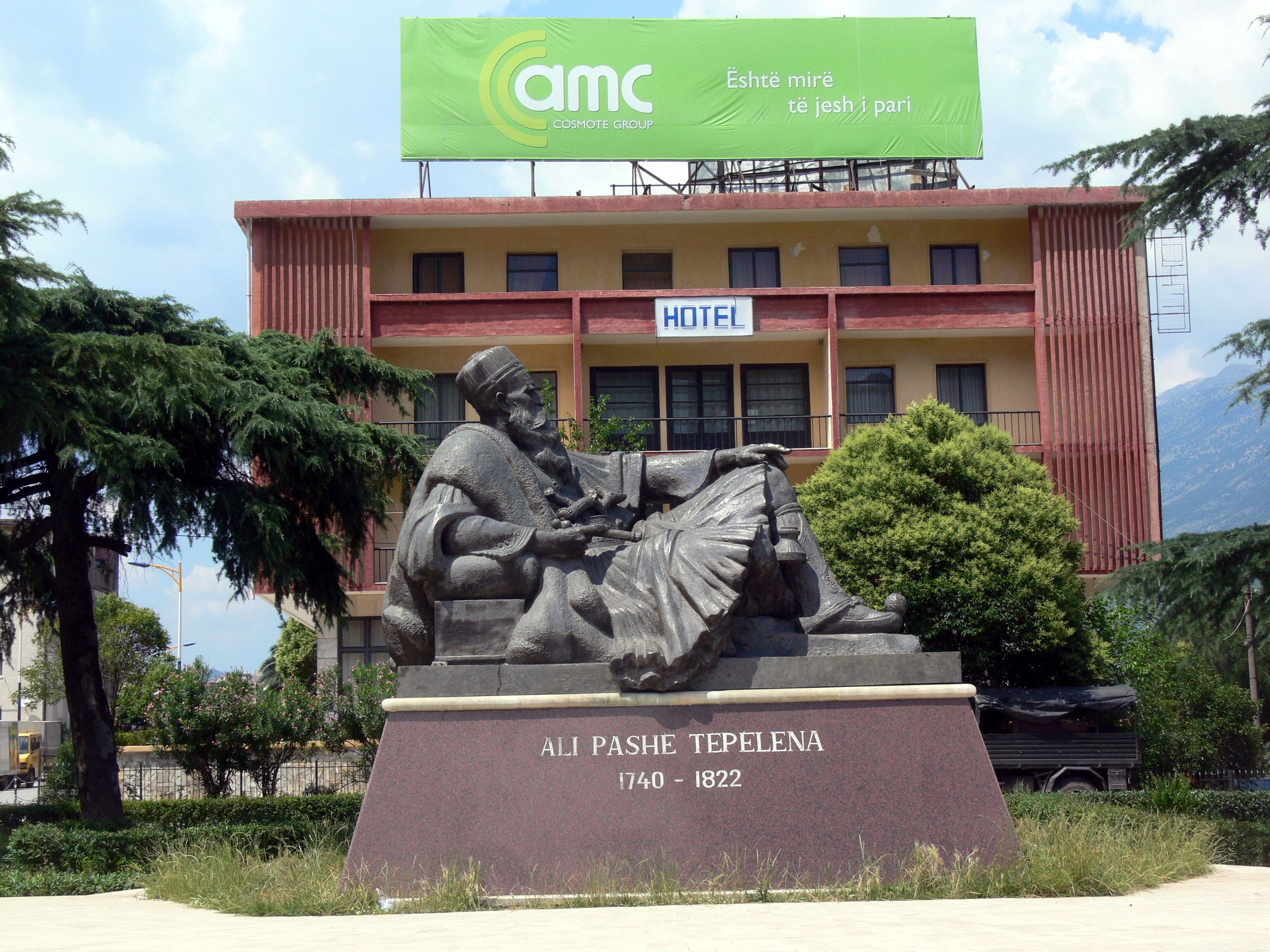
Monumento à Alì Pascià

Tepelenë diede i natali ad Alì Pascià di Tepeleni che vi costruì una fortezza (XIX secolo).
A Tepelene è stato ospite di Alì Pascià George Gordon Byron che ha anche scritto una poesia al riguardo dell'ospitalità del popolo albanese.
Nel corso della seconda guerra mondiale, nella campagna italiana di Grecia (dal dicembre 1940 all'aprile 1941), fu un caposaldo della resistenza italiana.

## Amministrazione

### Gemellaggi
- Solarino, dal 28 novembre 2022.